# Mafalda (còmic)
Mafalda és un personatge de ficció de còmic d'humor en format de tira diària que té com a protagonista una nena de sis anys que tracta de temes per adults (polítics i socials). Va ser inventada per Quino el 1964. En català s'ha publicat el llibre Tot Mafalda, un recull de totes les tires en les quals apareix. Els còmics s'han adaptat en format de sèrie de dibuixos animats i s'han convertit en una eina de crítica social i un reflex fidel de la cultura llatina.
Mafalda és molt popular a Llatinoamèrica en general, així com en alguns països europeus: Espanya, França, Grècia i Itàlia. S'ha traduït a més de trenta idiomes. Umberto Eco, qui va escriure la introducció a la primera edició italiana de Mafalda, ha dit estimar-la moltíssim i considera molt important llegir la tira per entendre a l'Argentina.

## Personatges famosos
- Mafalda: La protagonista, nena molt crítica i pessimista, preocupada per la situació del món. Li agrada la política i odia la sopa (segons va explicar el mateix Quino, l'odi de Mafalda cap a la sopa representava una metàfora sobre el militarisme i la imposició política de l'època).[5] Està convençuda del progrès social de la dona i el defensa des del primer moment. S'imagina a ella mateixa estudiant idiomes i treballant com intèrpret a les Nacions Unides per contribuir a la pau mundial.
- Els pares: El pare és un oficinista i la mare mestressa de casa, representen la família de classe mitjana típica.
- Felipe: Té problemes amb l'escola, representa la visió del nen (enfront de la Mafalda adulta). És el personatge amb qui més s'identifica Quino que va prendre aspectes de la seva pròpia personalitat com infant.[6] El seu aspecte físic està inspirat en el periodista Jorge Timossi.[7][8]

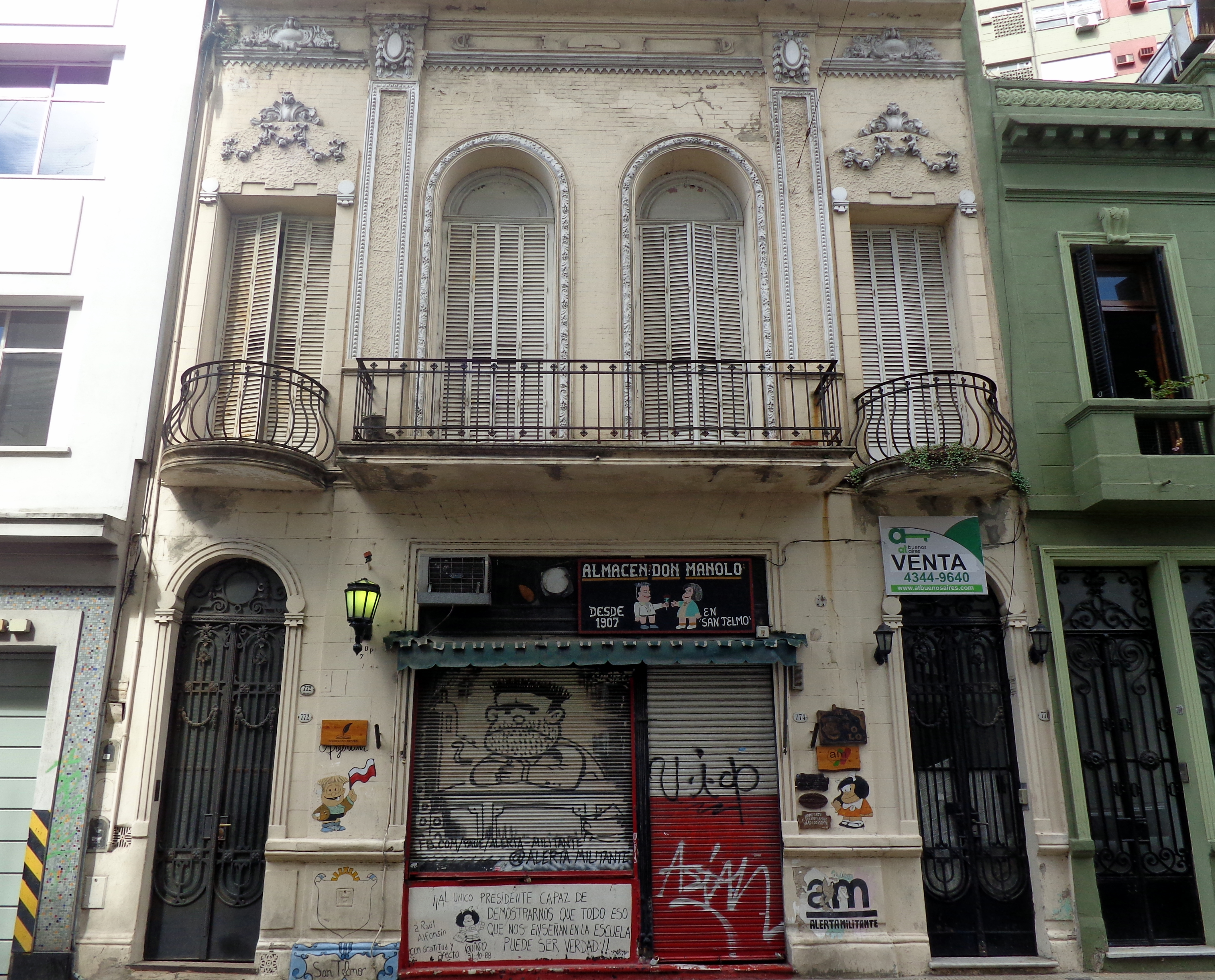
Magatzem al carrer Defensa 772 en el que Quino es va inspirar per crear el personatge de Manolito.

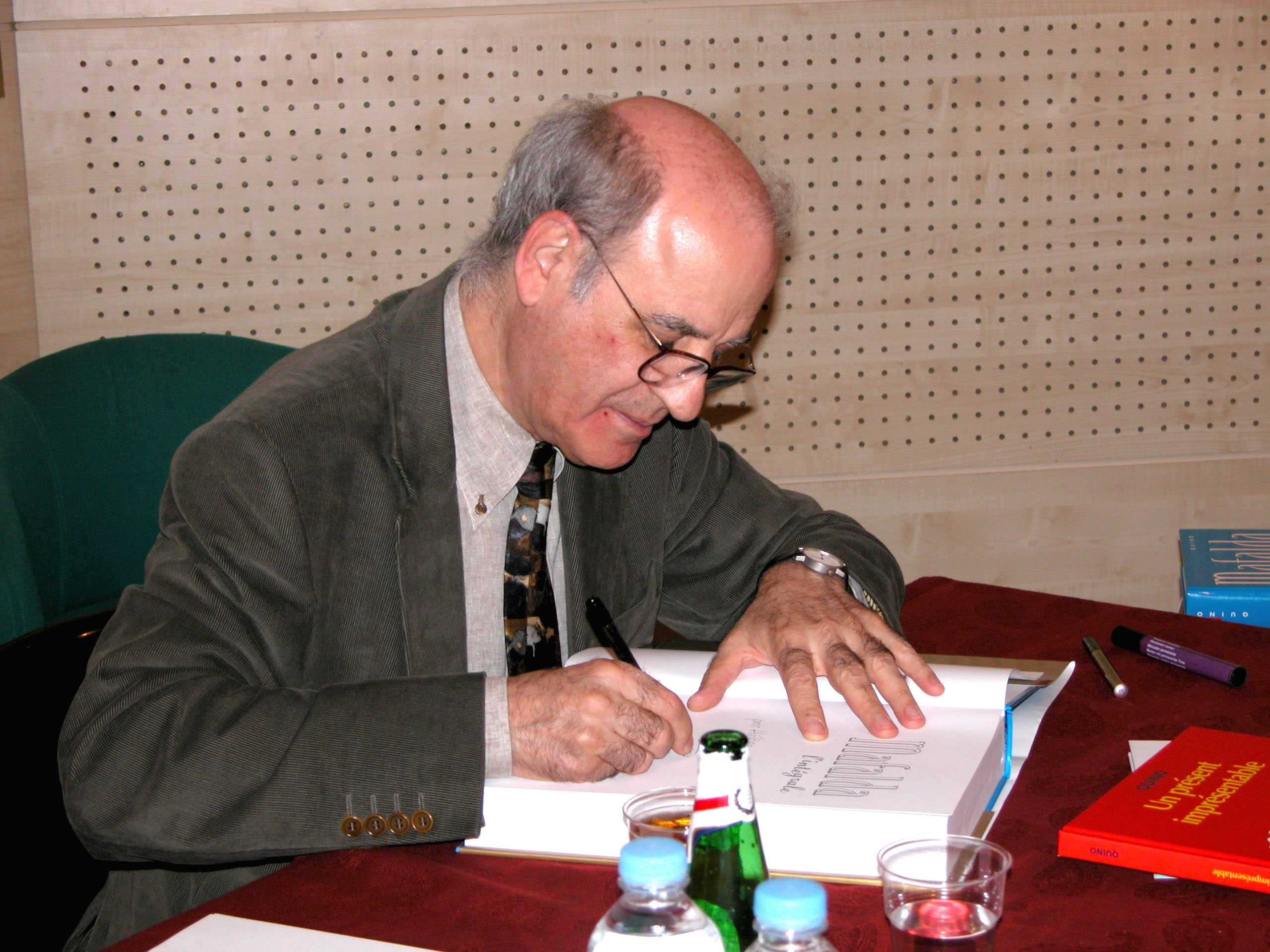
Quino signant un exemplar de Mafalda a París, el 2004

- Manolito: Fill d'un botiguer, propietari del "Almacén Don Manolo", viu obsessionat amb els diners i és una sàtira viva del capitalisme. Está inspirat en un personatge real, Anastasio Delgado, un immigrant espanyol propietari d'un Forn de pa i pare de Julián Delgado, un amic de Quino.
- Susanita: Nena que vol casar-se, tenir molts fills i ser estimada, representa la visió prototípica de la dona (enfront Mafalda, que creu en la igualtat de sexes). Està sempre pendent de l'opinió dels altres. També li agrada molt parlar.
- Miguelito: nen un any més petit que Mafalta que representa la tirania de forma satírica. El seu cabell recorda a un conjunt de fulles (o, segons els seus amics, a una planta d'enciam).
- Guille: germà petit de Mafalda. Li agrada molt dibuixar. És l'únic personatge que creix físicament en la tira. Com Felipe i Manolito, està inspirat en un personatge real: Guillermo Lavado, nebot de Quino.
- Libertad: nena molt baixeta (jocs recurrents amb el seu nom) i contestatària, d'idees similars a les de Mafalda. Pretén convertir-se en traductora de francès com la seva mare.

## Reconeixements
El 26 d'octubre de 1988 l'Ajuntament de Buenos Aires va nomenar Mafalda Ciudadana ilustre de la capital argentina.